# Око, Бернард
Бернард Око (англ. Bernard Ocko; 8 марта 1902, Нью-Йорк — 15 октября 1972, Уинтер-Парк, штат Флорида) — американский скрипач.
Учился в Институте музыкального искусства у Франца Кнайзеля. В 1925 г. стал одним из трёх стипендиатов, отобранных на конкурсной основе (из 37 претендентов) меценатом Вальтером Наумбургом для концертного выступления в Нью-Йорке, — успех этого начинания привёл к основанию в следующем году ежегодного Наумбурговского конкурса молодых исполнителей. На протяжении 1920-х гг. концертировал как солист и в составе нескольких камерных ансамблей — в частности, как вторая скрипка в квартете Артура Хартмана (1925—1927) и в Квартете музыкального искусства (англ. Musical Art Quartet, вместе с Сашей Якобсеном, Луисом Кауфманом и Мари Рёме-Розанофф). Сохранилась фотография 1933 г., на которой изображён Альберт Эйнштейн, музицирующий совместно с Бернардом Око и Тошей Зайделем.
В дальнейшем, однако, Око в большей степени выступал в эстрадном и джазовом контексте: он играл в оркестре Арти Шоу, был концертмейстером при первом исполнении мюзикла Ричарда Роджерса и Оскара Хаммерстайна «Pipe Dream» (1955). О небольших концертных пьесах, сочинённых Око для собственного исполнения, критика отзывалась как о «предназначенных для успеха в венгерском ресторане». В то же время в конце жизни Око играл в одном из оркестров города Орландо во Флориде.